# Nymö socken
Nymö socken i Skåne ingick i Villands härad, ingår sedan 1971 i Kristianstads kommun och motsvarar från 2016 Nymö distrikt.
Socknens areal är 10,84 kvadratkilometer varav 10,79 land. År 2000 fanns här 226 invånare. Kyrkbyn Nymö med sockenkyrkan Nymö kyrka ligger i socknen.

## Administrativ historik
Socknen har medeltida ursprung.
Vid kommunreformen 1862 övergick socknens ansvar för de kyrkliga frågorna till Nymö församling och för de borgerliga frågorna bildades Nymö landskommun. Landskommunen uppgick 1952 i Fjälkinge landskommun som 1971 uppgick i Kristianstads kommun. Församlingen uppgick 2006 i Fjälkinge-Nymö församling.
1 januari 2016 inrättades distriktet Nymö, med samma omfattning som församlingen hade 1999/2000.  
Socknen har tillhört län, fögderier, tingslag och domsagor enligt vad som beskrivs i artikeln Villands härad. De indelta soldaterna tillhörde Norra skånska infanteriregementet, Livkompaniet och Skånska dragonregementet, Christianstads skvadron, Majorns kompani.

## Geografi
Nymö socken ligger öster om Kristianstad. Socknen är en odlad slättbygd.

## Fornlämningar
Från stenåldern finns boplatser. Från bronsåldern finns gravar.

## Namnet
Namnet skrevs 1434 Nyme och kommer från kyrkbyn. Namnet är sammansatt av ny och hem, 'boplats; gård'..